# Alto del Bardal
El alto del Bardal es un puerto de montaña que se sitúa en el sur de Cantabria, España, en la comarca de Campoo-Los Valles. Se sitúa en la carretera CA-284, que une los municipios de Reinosa y Campoo de Enmedio con el de Valdeolea, siendo una importante vía de comunicación para varios pueblos de la comarca. La cima del puerto se sitúa cerca de las localidades de San Martín de Hoyos y Olea. 

Ubicación del municipio de Valdeolea en Cantabria.

A pesar de que su altitud no es muy elevada, en invierno es frecuente que este puerto presente complicaciones por la nieve y sobre todo por el hielo, que provoca que sus fuertes rampas se vuelvan peligrosas. El puerto atraviesa la parte oriental del monte Endino uno de los grandes bosques de la zona, lo que hace que la carretera sea muy sombría y húmeda, situación que agrava las complicaciones con el hielo anteriormente comentadas.
La carretera permite ver unos espectaculares paisajes, lo que hace que sea muy frecuentada por ciclistas, pues además no tiene un tráfico excesivo, por lo que lo hace un lugar muy tranquilo para circular. Por las noches hay que tener precaución, pues al atravesar la carretera un bosque, es frecuente que animales salvajes crucen la misma. También es frecuente que la carretera la atraviesen animales domésticos, sobre todo vacas y caballos que pastan en los campos cercanos.